# Milagros Moy
Milagros Moy (ur. 17 października 1975 w Limie) – peruwiańska siatkarka, występująca na pozycji przyjmującej. Obecnie występuje w drużynie Pallavolo Loreto.